# Jessie Vetter
Pour les articles homonymes, voir Vetter.
Jessie Vetter (née le 19 décembre 1985 à Cottage Grove dans le Wisconsin aux États-Unis) est une joueuse américaine de hockey sur glace qui évoluait dans la sélection nationale féminine en tant que gardienne de but.
Elle a remporté deux médailles d'argent olympique, aux Jeux olympiques d'hiver de 2010 à Vancouver puis aux Jeux olympiques d'hiver de 2014 à Sotchi . Elle a également représenté son pays lors des championnats du monde, remportant six médailles d'or et deux d'argent.
Vetter a remporté le championnat universitaire NCAA trois fois (en 2006, 2007 et 2009), plus haut niveau de hockey féminin pour son époque et le trophée Patty Kazmaier.

## Statistiques

### En club
| Saison    | Équipe               | Ligue |    | Saison régulière | Saison régulière | Saison régulière | Saison régulière | Saison régulière | Saison régulière | Saison régulière |     | Séries éliminatoires | Séries éliminatoires | Séries éliminatoires | Séries éliminatoires | Séries éliminatoires | Séries éliminatoires | Séries éliminatoires |
| Saison    | Équipe               | Ligue | PJ | Min              | BC               | Moy              | % Arr            | Bl               | Pun              | PJ               | Min | BC                   | Moy                  | % Arr                | Bl                   | Pun                  |                      |                      |
| 2005-2006 | Badgers du Wisconsin | NCAA  | 13 |                  |                  | 0,78             | 96,2             |                  |                  |                  |     |                      |                      |                      |                      |                      |                      |                      |
| 2006-2007 | Badgers du Wisconsin | NCAA  | 24 |                  |                  | 0,83             | 95,3             |                  |                  |                  |     |                      |                      |                      |                      |                      |                      |                      |
| 2007-2008 | Badgers du Wisconsin | NCAA  | 38 |                  |                  | 1,49             | 92,4             |                  |                  |                  |     |                      |                      |                      |                      |                      |                      |                      |
| 2008-2009 | Badgers du Wisconsin | NCAA  | 40 |                  |                  | 1,26             | 94,2             |                  |                  |                  |     |                      |                      |                      |                      |                      |                      |                      |

### Au niveau international
| Année | Équipe     | Compétition          |   | PJ | Min | BC   | Moy  | % Arr | Bl | Pun               |  | Résultat |
| 2007  | États-Unis | Championnat du monde | 2 |    |     | 2,31 | 88,9 |       |    | Médaille d'argent |  |          |
| 2008  | États-Unis | Championnat du monde | 4 |    |     | 1,72 | 88,1 |       |    | Médaille d'or     |  |          |
| 2009  | États-Unis | Championnat du monde | 2 |    |     | 0,50 | 98,2 |       |    | Médaille d'or     |  |          |
| 2010  | États-Unis | Jeux olympiques      | 4 |    |     | 0,75 | 95,8 |       |    | Médaille d'argent |  |          |
| 2011  | États-Unis | Championnat du monde | 3 |    |     | 1,28 | 95,2 |       |    | Médaille d'or     |  |          |
| 2012  | États-Unis | Championnat du monde | 1 |    |     | 0    | 100  |       |    | Médaille d'argent |  |          |
| 2013  | États-Unis | Championnat du monde | 4 |    |     | 1,22 | 91,7 |       |    | Médaille d'or     |  |          |
| 2014  | États-Unis | Jeux olympiques      | 4 |    |     | 1,95 | 90,7 |       |    | Médaille d'argent |  |          |
| 2015  | États-Unis | Championnat du monde | 3 |    |     | 3,19 | 75,9 |       |    | Médaille d'or     |  |          |
| 2016  | États-Unis | Championnat du monde | 1 |    |     | 1    | 85,7 |       |    | Médaille d'or     |  |          |